# Осипенко (Калінінградська область)
Осипенко (рос. Осипенко) — селище Озерського міського округу, Калінінградської області Росії. Входить до складу Гавриловського сільського поселення.
Населення —  19 осіб (2015 рік). 

## Населення
| 2002 | 2010 |
| ---- | ---- |
| 23   | ↘19  |